# Castillo Mayor (Daroca)
El Castillo Mayor o castillo de la Morica Encantada, se alza sobre un cerro desde el que domina la población de Daroca, a 83 kilómetros de Zaragoza. Es una antigua alcazaba del siglo XI, que fue reformada durante el siglo XIX (1837).

## Historia
El primitivo recinto musulmán, iniciado en el siglo IX culminó en el siglo XI con la construcción del Castillo Mayor, residencia y castillo de defensa del poder musulmán, quedaba delimitado por dicho castillo, el Cerro de San Cristóbal y el Muro de los Tres Guitarros desde donde cortaba los barrancos de la Grajera y Valcaliente para enlazar con la base del Castillo Mayor.

## Leyenda
Tras la conquista de Daroca por los almorávides, en 1110, Aben Gama se volvió el rey musulmán de Daroca y mando construir un palacio para habitarlo con la bella Melihah, de la que estaba enamorado. Ella tenía un romance con el caballero cristiano don Jaime Díez de Aux, cautivo del castillo del rey moro.
Cuando Alfonso I el Batallador ocupó Daroca, don Jaime fue liberado. Este fue en busca de su amada para alejarla de Aben Gama y casarse con ella, pero Aben Gama, para evitarlo, la mató y arrojó al pozo del castillo. Enterado don Jaime de la muerte de su amada, cayó en un estado de profunda melancolía y los días subía al castillo pasando las horas sentado a la entrada del subterráneo.
Se dice que Melihah sale todas las noches del pozo vestida de blanco y con una luz, buscando por las murallas a su amado para que la libere del encanto.

## Descripción
Ubicado en el punto flanco oriental del recinto, se eleva sobre un cerro de laderas escarpadas dominando la población. Se trata del antiguo castillo-palacio musulmán del siglo XI. Esta data se ha realizado por la gran cantidad de materiales que de esta época han aparecido en las excavaciones arqueológicas.
Actualmente muy deteriorado y alterado, ya que al igual que muchos castillos aragoneses, Felipe V tras la promulgación de los Decretos de Nueva Planta, mandó desmantelarlo en 1705, por el apoyo de Aragón al Archiduque Carlos durante la Guerra de Sucesión Española.
El palacio se levantaba sobre una planta rectangular con torreones de planta cuadrada, acusados en planta con mayor altura y superficie interna que el resto de los torreones que jalonan el recinto. Presentan aparejo de mampostería.
La construcción configuraba un complejo sistema defensivo determinado por la Torre de la Zoma, construida en mampostería, y estaba dotada de medios que permitiera la subsistencia en caso de asedio. En el lado opuesto a esta torre existe un enorme aljibe de planta cuadrada y de capacidad muy considerable. Bajo la Torre de la Zoma hay un profundo túnel, muy inclinado, con escaleras talladas en piedra. Se trata de una excavación realizada para buscar aguas subterráneas para abastecimiento del castillo.
Esta fortificación fue utilizada como cuartel durante las Guerras Carlistas del siglo XIX, lo que llevó consigo la construcción de nuevas estructuras, prácticamente desaparecidas entre las que se conservan unos restos de una construcción de planta rectangular, muy arruinada.
En la actualidad es un conjunto de ruinas consolidadas. El conjunto de la amurallado de Daroca fue declarado monumento nacional den 1931, además se encuentra bajo la protección de la Declaración genérica del Decreto de 22 de abril de 1949, y la Ley 16/1985 sobre el Patrimonio Histórico Español. y en 2006 la Diputación General de Aragón en el B.O.A. 57 de 22 de mayo amplió y actualizó la protección de todo el recinto.
En las proximidades se encuentran los castillos de la Judería, de San Cristóbal, y de Anento.

### Vistas del castillo

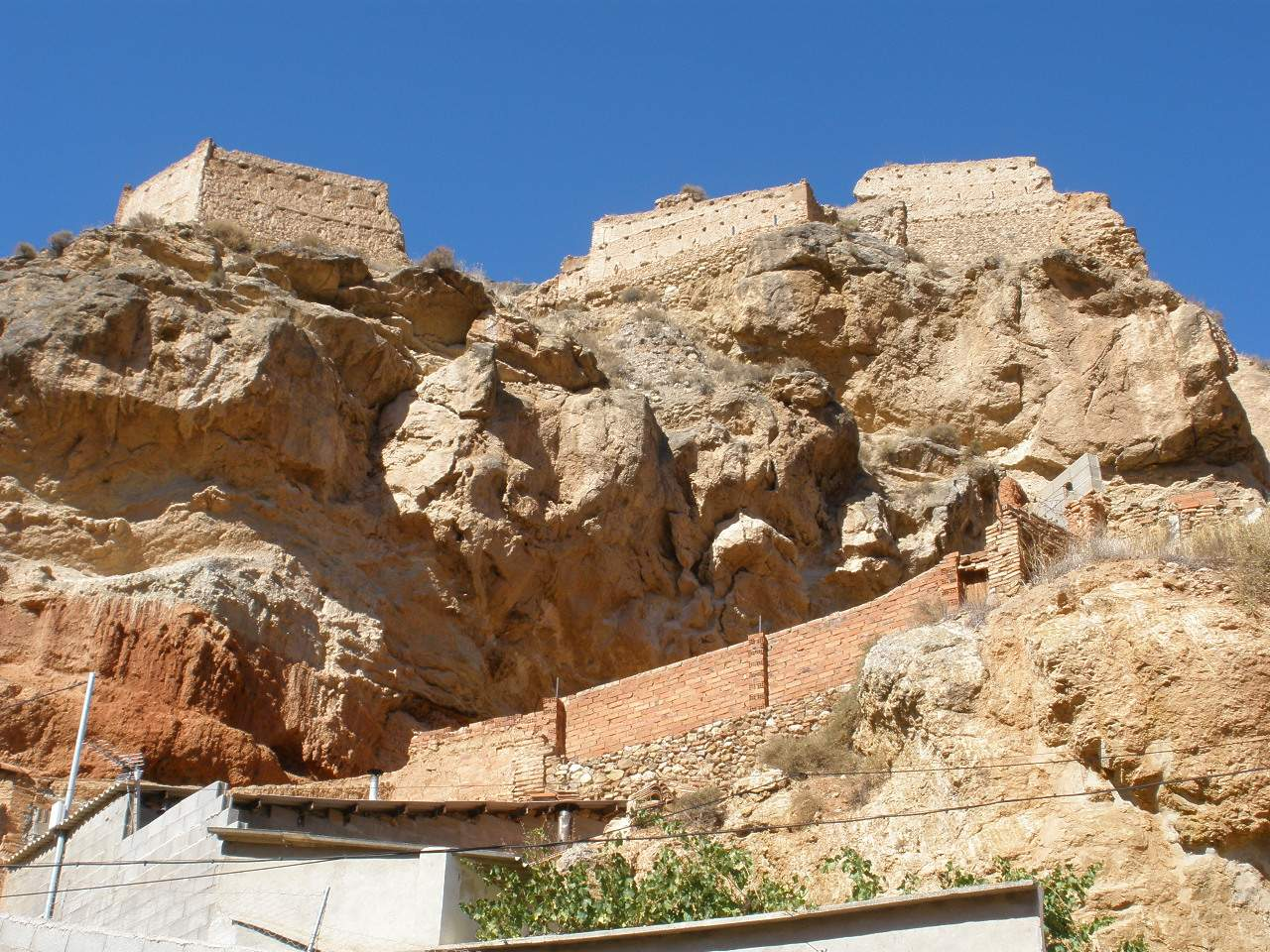
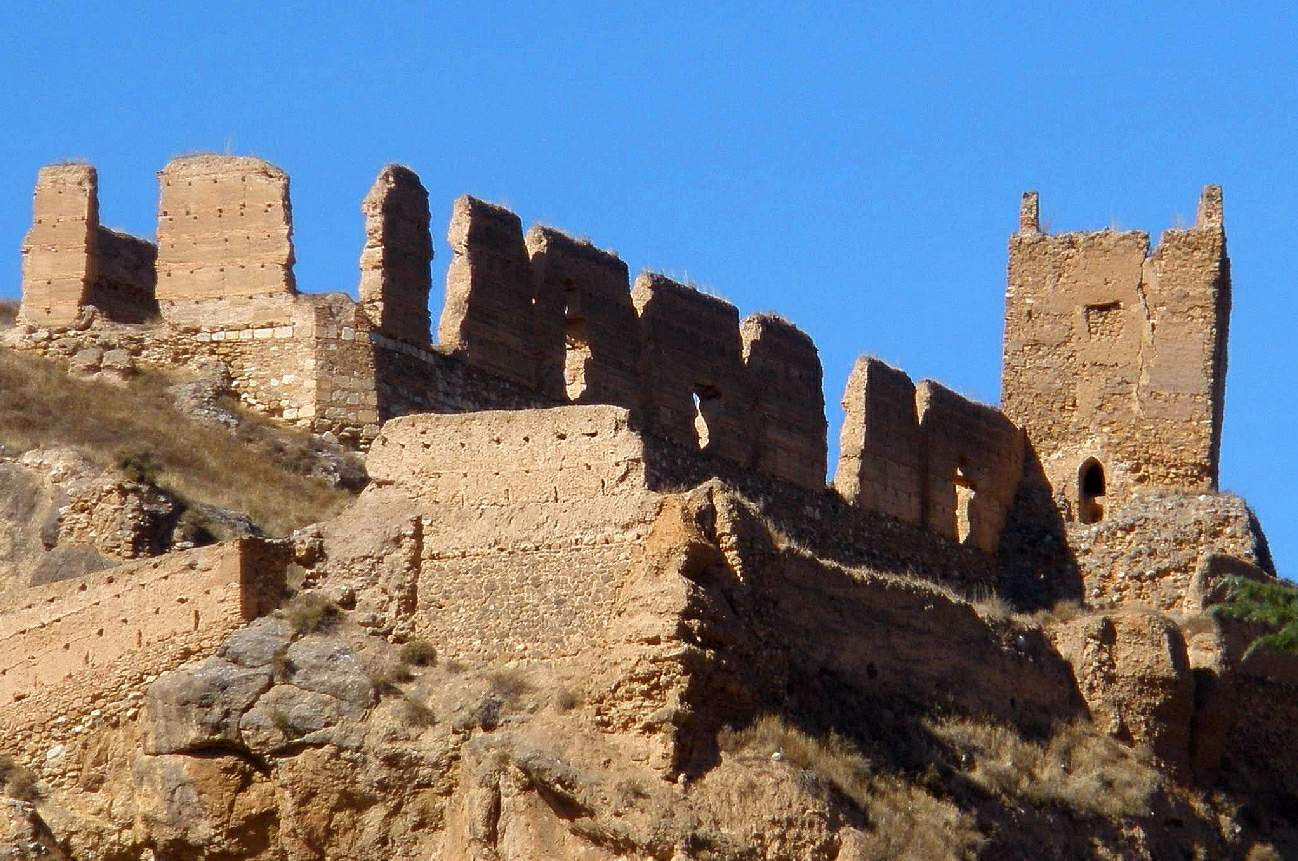
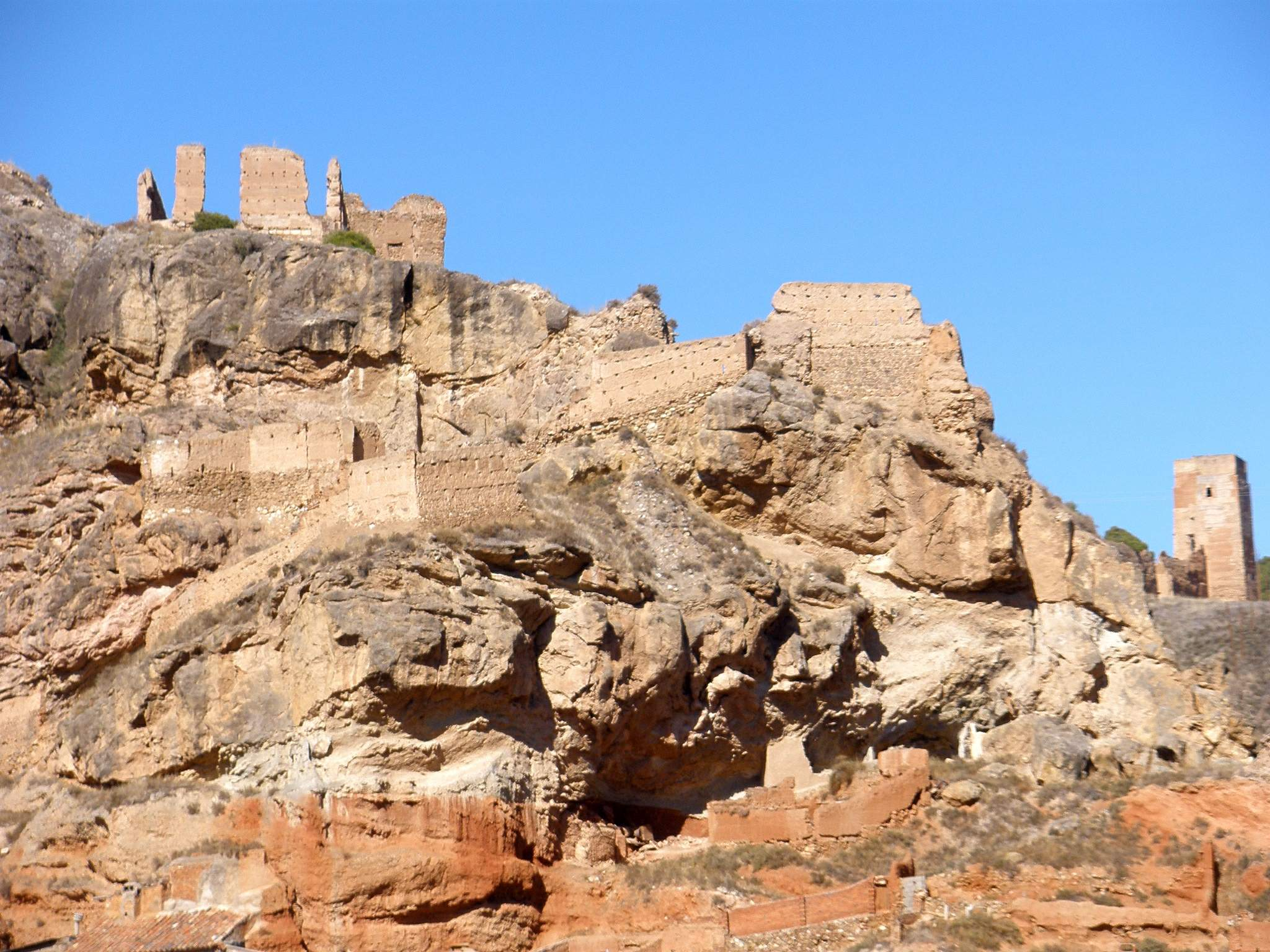

## Propiedad y uso
Es propiedad del Ayuntamiento de Daroca, y su uso es turístico. El acceso es libre. Más información en la Oficina de Turismo de Daroca.